# Cirrospilus occipitis
Cirrospilus occipitis är en stekelart som beskrevs av Girault 1928. Cirrospilus occipitis ingår i släktet Cirrospilus och familjen finglanssteklar. Inga underarter finns listade i Catalogue of Life.